# Flemming Jensen (advokat)
 Der er flere personer med dette navn, se Flemming Jensen (flertydig).
Flemming Jensen er en dansk advokat. Han er indehaver af "Advokatfirmaet Flemming Jensen", som holder til i Herning. Han har desuden sin gang i fodboldverdenen, hvor han bl.a. indtrådte som bestyrelsesformand for fodboldklubben Vejle Boldklub i juli 2016. Han har tidligere siddet som bestyrelsesmedlem i fodboldklubben FC Midtjylland.